# 帕特拉島

帕特拉島（英語：Patella Island），是南極洲的島嶼，位於葛拉漢地，處於茹安維爾島北岸，屬於茹安維爾群島的一部分，海拔高度超過75米，現時由南極條約體系管理。